# ФК Панетоликос
„Панетоликос“ (на гръцки: Παναιτωλικός Γυμναστικός Φιλεκπαιδευτικός Σύλλογος) е гръцки футболен клуб от Агринио.

## История
Отборът е създаден през 1926 година, а домакинските си срещи играе на стадион „Панетоликос“ с капацитет 7220 зрители. Има 4 участия в Гръцката Суперлига, като дебютира през далечния 1975/76. През сезон 2013/14 тоборът достига най-високото си класиране в историята си, като заема 9 място.

## Успехи
Гръцка Суперлига
- Най-добро класиране: 8 място – 2017/18

Футболна лига (втора дивизия)
- Шампион (2): – 1974/75, 2010/11

## Известни футболисти
- Раис М'Боли
- Хабиб Бамого
- Митя Морец

## Български футболисти
- Христо Янев: 2012/13 - (13 мача/0 гола)

## Треньори
- Драган Симеунович (2004)
- Василис Ксантопулос (2004 – 05)
- Статис Статопулос (2005 – 06)
- Лисандрос Георгамлис (2006 – 07)
- Василис Далаперас (2007)
- Мирон Сифакис (2007 – 08)
- Христос Василиу (2008)
- Василис Далаперас (2008)
- Спирос Марагос (2008)
- Василис Ксантопулос (2008)
- Никос Кехагиас (01.07.2008 – 30.06.2009)
- Василис Далаперас (2009)
- / Синиша Гогич (01.07.2009 – 20 януари 2010)
- Янис Далакурас (19 януари 2010 – 6 януари 2011)
- Бабис Тенис (6 януари 2011 – 09.022012)
- Такис Лемонис (09.02.2012 – 11.04.2012)
- Янис Далакурас (12.04.2012 – 30.06.2012)
- Никос Карагеоргиу (03.07.2012 – 23 януари 2013)
- Макис Хавос (2013 – 2015)
- Леонел Понтеш (2015)
- Янис Мацуракис (2015 – 2017)
- Макис Хавос (от 19 януари 2017 г.)